# Tintin et les picaros
Tintin et les Picaros (ou Tintim e os Pícaros, como editado em português) é o vigésimo terceiro álbum da série de banda desenhada franco-belga As aventuras de Tintim, produzida pelo belga Hergé. A história foi publicada semanalmente pela Revista Tintin de setembro de 1975 a abril de 1976 e publicado no formato álbum pela Casterman em 1978. A história mostra o jovem jornalista belga Tintim, o seu cão Milu e seus amigos Capitão Haddock e Professor Girassol, enquanto viajam para a (fictícia) nação sul-americana de San Theodoros para resgatar sua amiga Bianca Castafiore, que foi presa pelo governo do General Tapioca. Uma vez lá, eles se envolvem nas atividades revolucionárias antigoverno do velho amigo de Tintin, General Alcazar.
Hergé começou a trabalhar em Tintin et les Picaros oito anos depois de completar o volume anterior da série,  Vol 714 pour Sydney, criando-o com a ajuda de sua equipe de artistas no Studios Hergé. O cenário e o enredo foram inspirados pelo interesse de Hergé pelos revolucionários latino-americanos, particularmente aqueles que atuam na Revolução Cubana. O álbum refletiu mudanças na aparência e no comportamento de vários personagens-chave da série; O próprio Tintin, por exemplo, não usa mais sua marca registrada, o calção de golfe, em vez disso, usa uma calça boca de sino. O volume foi publicado como uma má recepção e continuou recebendo críticas negativas de comentaristas posteriores sobre o trabalho de Hergé. As primeiras críticas à história se concentraram no que era visto como uma perspectiva pessimista sobre questões políticas, enquanto revisões posteriores concentraram-se na fraca caracterização e falta de energia. Hergé continuou As aventuras de Tintim, com Tintin et l'Alph-Art, uma história que ele nunca completou, e a série como um todo se tornou uma parte definidora da tradição da banda desenhada franco-belga. A história foi adaptada para um episódio da série animada de 1991 As Aventuras de Tintim, produzida pelos estúdiosEllipse Animation Nelvana.

## História
A História conta a corrupção num país da América do Sul, chamado San Teodoro, onde governa o General Alcazar (citado pela primeira vez no Álbum O Ídolo Roubado). O General recebe um golpe de estado, organizado pelo General Tapioca que, vaidoso, mudou o nome da capital do país de Las Dopicos para Tapiocápolis. Enquanto isso, o Coronel Sponz, da Bordúria (de L'Affaire Tournesol), prepara uma grande armação para se vingar de Tintim. Quando Bianca Castafiore vai fazer um show em San Teodoro, ela é presa pela polícia desse país. Segundo a polícia, Castafiore estava preparando um golpe contra o General Tapioca; e Tintim, o Capitão Haddock e Girassol seriam cúmplices dela (tudo preparado por Sponz, para chegar em Tintim). Tintim, o Capitão Haddock e Girassol viajam até Tapiocápolis para tentar esclarecer tudo ao General Tapioca e resgatar Castafiore, e Sponz prepara uma armadilha para quando eles chegarem. Tintim, Haddock e Girassol acabam se encontrando com o General Alcazar, que agora está liderando um grupo chamado "Os Pícaros" para tentar derrubar o General Tapioca e retomar o poder. Essa história vai render muitas aventuras e confusões.

## Adaptações
Tintin et les Picaros foi adaptado em um dois episódio de As Aventuras de Tintim, do estúdio francês Ellipse Animation e o canadense Nelvana. Dirigido por Stéphane Bernasconi, o personagem de Tintin teve a voz de Thierry Wermuth. Dirigida por Stéphane Bernasconi, os críticos elogiaram a série por ser "geralmente fiel", com composições tendo sido tiradas diretamente dos quadrinhos originais.